# Hohen Neuendorf
Hohen Neuendorf est une ville du land de  Brandebourg (Allemagne), située dans l'arrondissement de Haute-Havel.

## Politique et administration

### Liste des bourgmestres
| Identité                               | Période       | Période  | Durée             | Étiquette                              |
| Identité                               | Début         | Fin      | Durée             | Étiquette                              |
| -------------------------------------- | ------------- | -------- | ----------------- | -------------------------------------- |
| Steffen Apelt (d) (né le 25 août 1962) | 1er mars 2016 | En cours | 9 ans et 13 jours | Union chrétienne-démocrate d'Allemagne |

### Jumelages
| Ville | Ville          | Pays | Pays      | Période          |
| ----- | -------------- | ---- | --------- | ---------------- |
|       | Bergerac       |      | France    | depuis 2018      |
|       | Fürstenau      |      | Allemagne |                  |
|       | Janów Podlaski |      | Pologne   |                  |
|       | Maing,         |      | France    | juin 1992 - 2017 |
|       | Müllheim       |      | Allemagne |                  |

## Population et société

### Démographie
Évolution de la population 

26 001 (31 décembre 2017),
26 159 (30 septembre 2019)
26 658 (31 décembre 2021)
27 139 (31 décembre 2022)
27 131 (31 décembre 2023)

## Personnalités liées à la ville
- Hartmut Eichler (1937-2007), chanteur mort à Hohen Neuendorf.